# 영동 난계사
난계사는 박연의 영정을 모신 사당으로 건립과 유실을 거듭하다가 1972년 12월에 현재의 위치인 영동군 심천면 고당리 515에 재건되었다. 1976년 12월 30일 충청북도의 기념물 제8호로 지정되었다.
사당이 위치한 밀양박씨 복야공파 문중의 선산(先山) 일대에는 박연을 비롯한 6인의 위패를 봉안한 세덕사, 그의 사촌형인 국당, 박흥생의 묘비, 박연의 묘소, 쌍효각 등이 있다.

## 개요
조선 전기 문신이자 악성(樂聖)인 난계 박연(1378∼1458) 선생의 위패를 모신 사당이다.
세종을 도와 음악을 정비하는데 많은 공을 세운 박연은 악률에 정통하여 세종 7년(1425) 아악의 율조와 악기의 그림, 악보를 같이 실은 『악서』를 편찬하였고, 1427년에는 편경 12매를 만들어 자작한 12율관을 따라 직접 연주하기도 하였다. 그는 피리의 일종인 적(笛)과 거문고, 비파의 연주에 뛰어났으며 조정의 조회 때 아악을 연주하도록 하는 등 국악의 기틀을 마련하였다.
1972년 다시 세운 이 건물은 앞면 3칸·옆면 2칸 규모이며, 지붕은 옆면에서 볼 때 사람 인(人)자 모양의 맞배지붕으로 꾸몄다.

## 같이 보기
- 박연

## 참고 자료
- 영동 난계사 - 국가유산청 국가유산포털